# Lincoln longwool
De Lincoln longwool of kortweg Lincoln, is een van oorsprong Brits schapenras, dat vooral voor de wol erg populair was. Tegenwoordig zijn ze redelijk zeldzaam geworden.
Het schaap is gehard en bestand tegen droge en koude weersomstandigheden. Het zijn rustige dieren die gemakkelijk in de omgang zijn. De schapen komen in zowel wit als zwart voor. Zwarte schapen werden in het verleden niet aangehouden en komen nu dus nog steeds minder voor. Witte wol had namelijk de voorkeur omdat deze nog in alle kleuren te verven is. 

## Nederland
De Lincoln is naar Nederland geïmporteerd door R.K. Rispens in Aduard in 1888, 1890, 1893 en 1895.
Hij had een door de Groninger Maatschappij van Landbouw erkende volbloed Lincoln schapenfokkerij. Hij behaalde met het ras eerste prijzen op tentoonstellingen.